# Соколов, Валерий Соломонович
Вале́рий Соломо́нович Соколо́в (род. 27 апреля 1953, Москва) — российский композитор.

## Биография
Родился в семье служащих. С 1960 по 1968 г. учился в Детской музыкальной школе имени Стасова по специальности фортепиано. Ещё в музыкальной школе начал заниматься сочинением, посещая композиторский кружок. По окончании этой школы поступил в Музыкальное училище при Московской консерватории — на фортепианное отделение, где прошёл обучение в классе профессора Н. П. Емельяновой с 1968 по 1972 г. Там же, факультативно, продолжал заниматься композицией.
В 1972 г. поступил в Музыкально-педагогический институт им. Гнесиных и обучался на двух факультетах — теоретико-композиторском и фортепианном. Его педагогом в классе сочинения был известный советский композитор Арам Ильич Хачатурян, благодаря которому Соколов сделал окончательный выбор профессии.
В 1975 г. он перевёлся в Московскую консерваторию и закончил её по классу А. И. Хачатуряна в 1977 г.
Ещё будучи студентом консерватории, композитор стал активно приобщаться к освоению современной эстрадной музыки (песенные и танцевальные жанры) и с 1976 г. начал работать в художественной самодеятельности при Московском энергетическом институте, где руководил музыкальным ансамблем, входившим в состав Агиттеатра ДК МЭИ. С этим коллективом связаны первые театральные опыты Соколова, а также многочисленные поездки по стране с концертами и спектаклями. Позднее, в 1981 г., в составе Агиттеатра он стал лауреатом Премии имени Ленинского комсомола.

## Творчество
В 1984 г. Соколов стал членом Союза композиторов СССР (по камерно-симфонической секции). Когда при Союзе была создана творческая секция «третьего направления», совмещающего черты классической и эстрадной музыки, он принимал активное участие в деятельности этой секции, наряду с Г. Гладковым, В. Дашкевичем, М. Минковым, Д. Тухмановым, А. Рыбниковым и другими известными композиторами.
В 1985 г. концертировал с эстрадными ансамблями от Калужской и Хмельницкой филармоний в качестве художественного руководителя и пианиста. В 1987-88 гг. работал в Московском хоровом обществе (принимал участие в подготовке конференции по реорганизации его в Московское музыкальное общество), а также в детской филармонии «Музыкальная юность» (подготовка концертов для школьников и молодёжи). Курировал деятельность московской «Рок-лаборатории», способствуя наиболее талантливым ансамблям и исполнителям, входившим в это объединение (П. Мамонов, И. Сукачёв, А. Скляр, «Мегаполис», «Бригада С», «Нюанс», «Манго-манго» и др.), в их творческой работе. Оказывал активное содействие С. Намину в организации и открытии его музыкального центра в ЦПКиО имени Горького (Москва).
С 1980-х гг. и по сей день Соколов является руководителем вокально-инструментальной группы «Нероли», созданной при ДК МЭИ и в своё время много выступавшей в концертах, а ныне действующей как студийная группа.
С середины 80-х годов стал принимать участие в выступлениях народной артистки России Леонарды Бруштейн (скрипка) в качестве пианиста. В концертах от Московской филармонии, помимо классического репертуара, неоднократно исполнялись сочинения В. Соколова, созданные специально для этой замечательной скрипачки. Она же, будучи солисткой оркестра МХАТ им. М. Горького, в 1988 г. рекомендовала своего творческого партнёра для гастрольной поездки в Киев в составе данного театра. С неизменным успехом они выступали в гала-концертах в Киеве и Чернобыле. Тогда же Соколов дебютировал в театре как пианист в спектакле «Три сестры».
Официальное поступление Соколова во МХАТ им. М. Горького состоялось годом позже. С 15 октября 1989 г. он стал членом прославленного коллектива и приступил к работе пианистом-концертмейстером. В этом качестве принимал участие в большинстве гастрольных поездок театра по стране и за рубежом.
С течением времени в обязанности В. Соколова, помимо функций концертмейстера, стали входить общее руководство музыкальными делами в театре и непосредственная композиторская деятельность по оформлению спектаклей.
В феврале 1996 г. приказом художественного руководителя театра нар. арт. СССР Т. В. Дорониной Соколов был назначен заведующим музыкальной частью МХАТ имени М. Горького. До настоящего времени им создано музыкальное оформление более чем 80 постановок театра.

### Сочинения
Значительную часть композиторской деятельности занимает музыка, написанная к спектаклям МХАТ им. М. Горького:
- «Обрыв» И. Гончаров, реж. А. Созонтов
- «Женщины в народном собрании» Аристофан, реж. М. Абрамов
- «Доходное место» А. Островский, реж. Т. Доронина
- «Владимирская площадь» Л. Разумовская, реж. А. Семёнов
- «Дама-невидимка» П. Кальдерон, реж. Т. Доронина
- «Монах и бесенок» Ф. Достоевский, реж. А. Семёнов
- «В день свадьбы» В. Розов, реж. В. Усков
- «Одна любовь души моей» А. Пушкин, реж. Т. Доронина
- «Без вины виноватые» А. Островский, реж. Т. Доронина
- «Контрольный выстрел» Ю. Поляков, С. Говорухин, реж. С. Говорухин
- «Униженные и оскорблённые» Ф. Достоевский, реж. Т. Доронина
- «Тайна двери отеля «Риган» («Дверь в смежную комнату») А. Эйкбурн, реж. В. Драгунов
- «Глупая для других, умная для себя» Л. де Вега, реж. В. Иванов
- «Русский водевиль» Н. Некрасов, В. Соллогуб, реж. Т. Доронина
- «Женитьба Белугина» А. Островский, реж. Т. Доронина
- «Красавец мужчина» А. Островский, реж. В. Иванов
- «Банкрот» А. Островский, реж. В. Иванов
- «Как боги» Ю. Поляков, реж. Т. Доронина
- «Пигмалион» Б. Шоу, реж. Т. Доронина
- «Сокровища Петера» В. Гауф, реж. С. Харлов
- «Комедианты Господина…» М. Булгаков, реж. Т. Доронина
- «Костюмер» Р. Харвуд, реж. А. Семёнов
- «В ста шагах от праздника» С. Лобозёров, реж. А. Васильев
- «Мои нерождённые сыновья» Ю. Виноградов, реж. А. Семёнов
- «Наполеон в Кремле» В. Малягин, реж. Н. Пеньков
- «Лес» А. Островский, реж. Т. Доронина
- «Аввакум» В. Малягин, реж. Н. Пеньков
- «Гамлет» У. Шекспир, реж. А. Борисов
- «Неточка Незванова» Ф. Достоевский, реж. А. Семёнов
- «Босоногий в Афинах» М. Андерсон, реж. Ю. Горобец
- «Деньги для Марии» В. Распутин, реж. А. Дмитриев
- Помимо спектаклей во МХАТе им. М.Горького, необходимо отметить также рок-оперу «Царь Салтан» (по сказке А. С. Пушкина, на собственное либретто), с успехом поставленную в театрах г. Владивостока: Краевом театре кукол (1999) и Приморском академическом краевом драматическом театре им. М.Горького (2008), а также музыку к трагедии Шекспира «Король Лир» в театре «Колесо» г. Тольятти (2002).

Музыка в академических жанрах:
- Симфония (1975-77)
- Три фортепианных концерта (1975, 1989, 2007)
- Струнный квартет (1981)
- Два трио для фортепиано, скрипки и виолончели:
- «Памяти С. В. Рахманинова» (1974),
- «Последний октябрь» — на темы П. И. Чайковского (1993)
- Соната для альта и фортепиано (1975)
- Три сонаты-рандеву для скрипки и фортепиано (1982, 1984, 1985)
- 13 концертных фантазий для скрипки и фортепиано: «Улыбка Дунаевского», «Искорки», «Слово Богословского», «Хачатуриана», «Бабушкин патефон», «Странники вечности», «Гендель с нами», «Моё солнце», «Под крышами Парижа», «Ливерпульская баллада» (В гостях у «Битлз»), «Хэлло, Америка!», «Шведская рапсодия», «Жизнь — доро́га» (1986—1997)
- «Lacrimosa» и «Ave Maria» для скрипки и фортепиано (1993)
- Рок-опера «Царь Салтан» по сказке А.Пушкина (1979-80)
- Оратория «День гнева» на сл. М.Матусовского (1983-86)
- Поэма-кантата «От Российской земли…» на сл. С.Широбокова (1997)
- Вокальные циклы на сл. А.Блока и В.Яковченко (1973, 1974)
- Многочисленные сочинения для одного и двух фортепиано
- Музыка в эстрадных жанрах:
- Вокально-инструментальный цикл на сл. Р.Бёрнса (1976)

Более двухсот песен, вокальных и инструментальных композиций

### Исследования и публицистика
С 1990 г. Соколов активно занимается научной и литературной деятельностью, связанной с изучением биографии и творчества П. И. Чайковского. В результате его многочисленных находок в архивах Москвы, Петербурга, Киева и Клина удалось выяснить массу интересных и принципиально новых сведений в биографии композитора, его родословной, судьбах его родных.
Все новые материалы нашли отражение в двух книгах В. С. Соколова, вышедших в 1994 г. в издательстве «Музыка»:
- «Антонина Чайковская: История забытой жизни» https://disk.yandex.ru/i/2HFvI-UbhpSS3Q
- «Последняя болезнь и смерть П. И. Чайковского» (совместно с Н. О. Блиновым),

Ряд отдельных публикаций в изданиях: журнал «Знамя» (1993), клинские (1995, 2003) и петербургские (2003, 2013) научно-музыкальные альманахи, сборник «Неизвестный Чайковский» (изд. «П. Юргенсон», 2009).
Соколов неоднократно выступал с докладами на научных конференциях, посвящённых П. И. Чайковскому — в Москве, Петербурге, Клину и Ижевске, а также в СМИ.
Все эти работы получили российское и международное научное признание. Соколову неоднократно предоставлялась возможность для интервью и съёмок в документальных фильмах и телепрограммах Японии, Англии, Германии, Финляндии. В 2001 г. на российском канале «Культура» был показан документальный фильм «Посвящение лучшему другу» (о переписке Чайковского с фон Мекк), в котором Соколов принял участие в качестве одного из комментаторов.
В 1999 г. по первой из его книг был поставлен спектакль в московском Новом драматическом театре (режиссёр А.Сергеев). Кроме того, автором написана и собственная пьеса о композиторе и его родных — «Чайковские» (находится в литературной части МХАТ им. М.Горького). В настоящее время Соколов готовит к публикации более 60 статей для планирующейся к выходу научной энциклопедии «П. И. Чайковский».
В 2014 году Соколов стал автором концепции юбилейной выставки, посвящённой П.И. Чайковскому в Музее «Чайковский и Москва». Он принял активное участие в её оформлении и организации.

## Награды
- Почётная грамота Министерства культуры РФ (2010)
- Почётная грамота Президента Российской Федерации (31 июля 2013 года)[1]